# МАЗ-5516
МАЗ-5516 — самоскид з колісною формулою 6х4, що випускається Мінським автозаводом з 90-х років, він був створений на базі МАЗ-6303 і призначений для перевезення різних сипучих вантажів. 
На будовах і відкритих кар'єрах широко використовуються самоскиди сімейства МАЗ-5516. У своїх кузовах ковшового типу (при необхідності з підігрівом) місткістю 10,5 м3 машини можуть транспортувати 16,5 - 20,0 т вантажу. На найлегшу модель монтується 240-сильний двигун ЯМЗ-238M2, на більш важких знайшов застосування ЯМЗ-238Д потужністю 330 к.с. Коробки передач - 8-ступінчасті, а у повнопривідного МАЗ-55165 9-ступінчаста коробка передач кінематично пов'язана з роздавальною коробкою.
МАЗ-5516 випускається з обома варіантами кабіни з короткою і довгою. Варіант з кабіною без спального місця має індекс МАЗ-551603.
МАЗ-551608-236 це модифікація для перевезення зерна. Відмінність зерновоза від базової моделі полягає в можливості бічного двостороннього розвантаження. Крім того, в цьому автомобілі збільшено обсяг платформи до 22 м3 і, отже, збільшена вантажопідйомність, яка становить 20 тон. Спільно з цим автомобілем може застосовуватися тривісний причіп з таким же об'ємом. На самоскиді МАЗ-551608 встановлений двигун ЯМЗ-7511 потужністю 400 кінських сил.
Виготовляється також шасі МАЗ-5516.
Пізніше автомобілі почали оснащувати двигунами ЯМЗ-6581.10 потужністю 400 к.с., які відповідають стандарту Євро-3.

## Фотогалерея

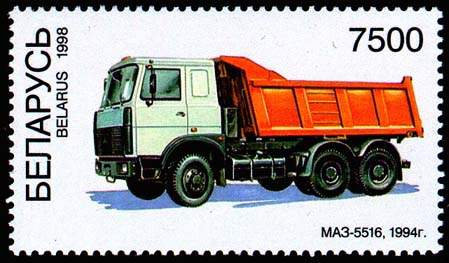
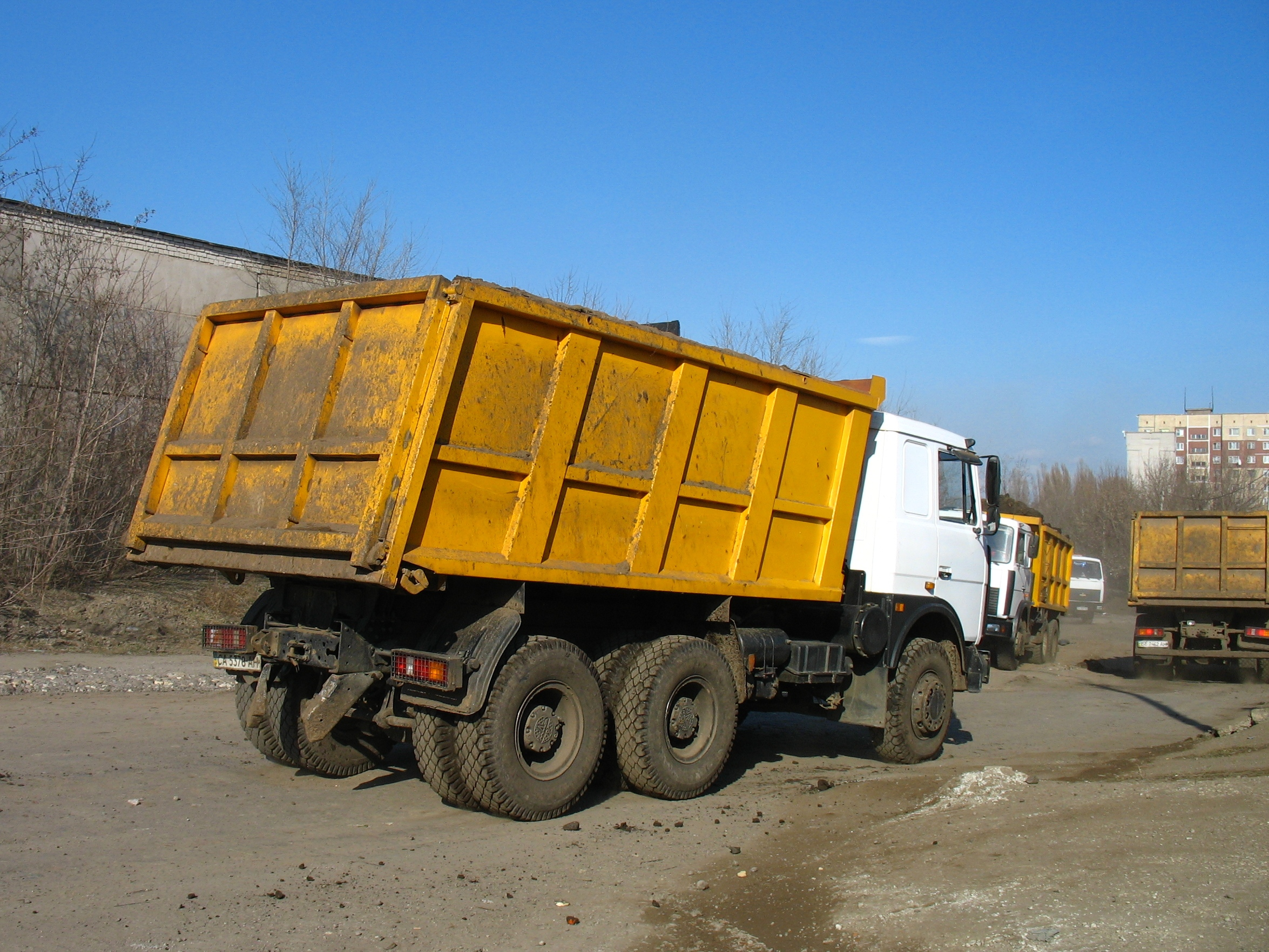
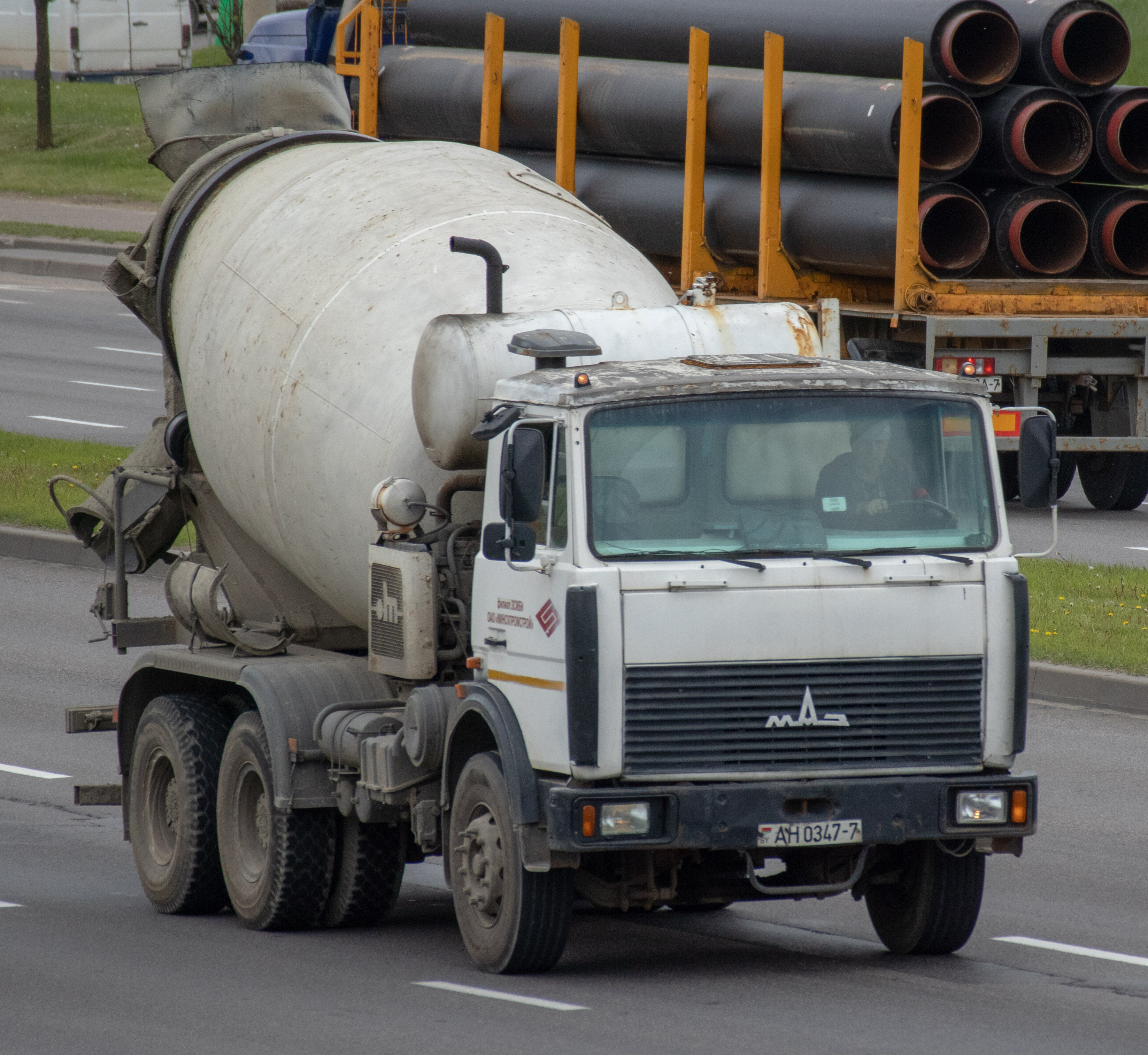
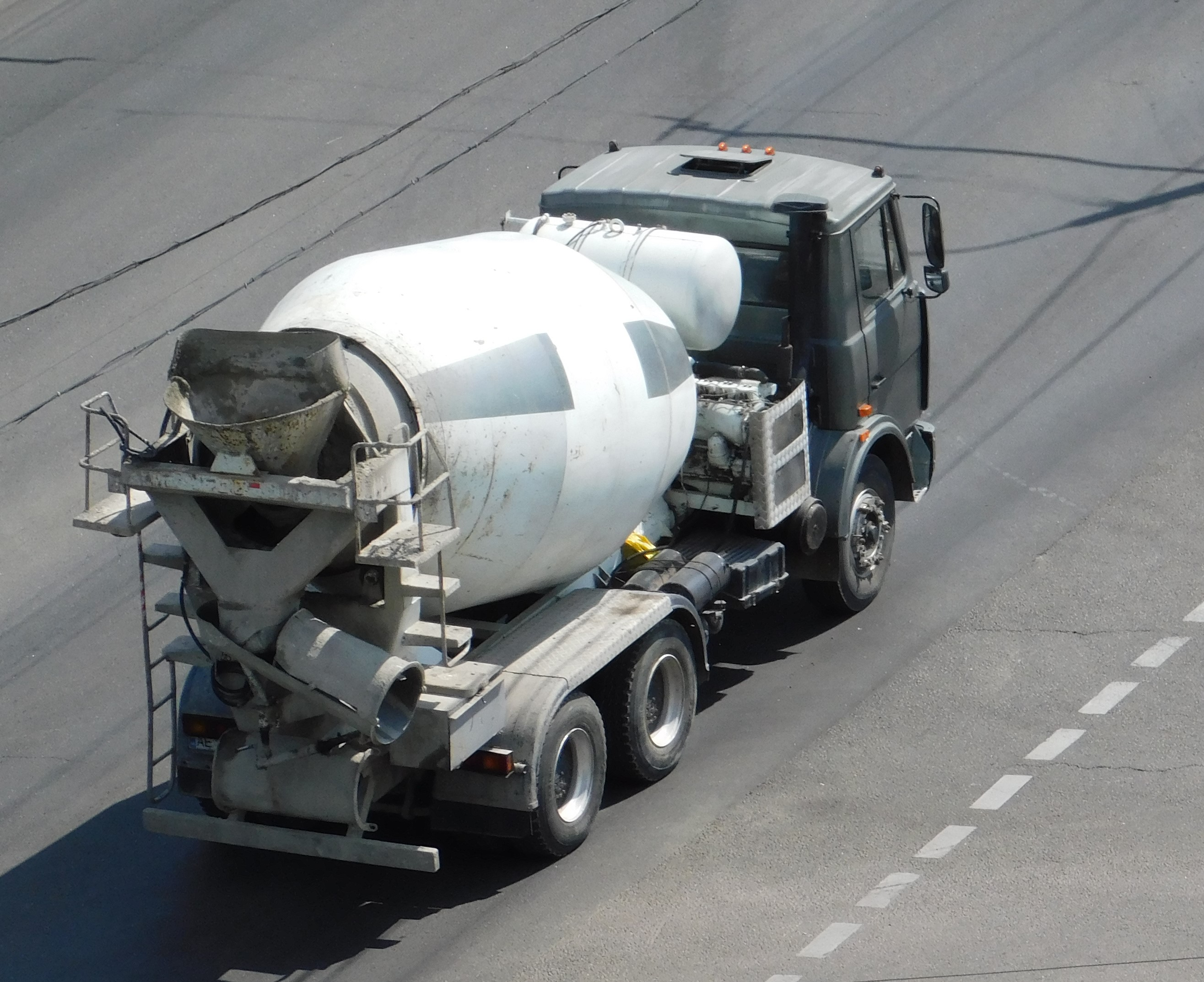
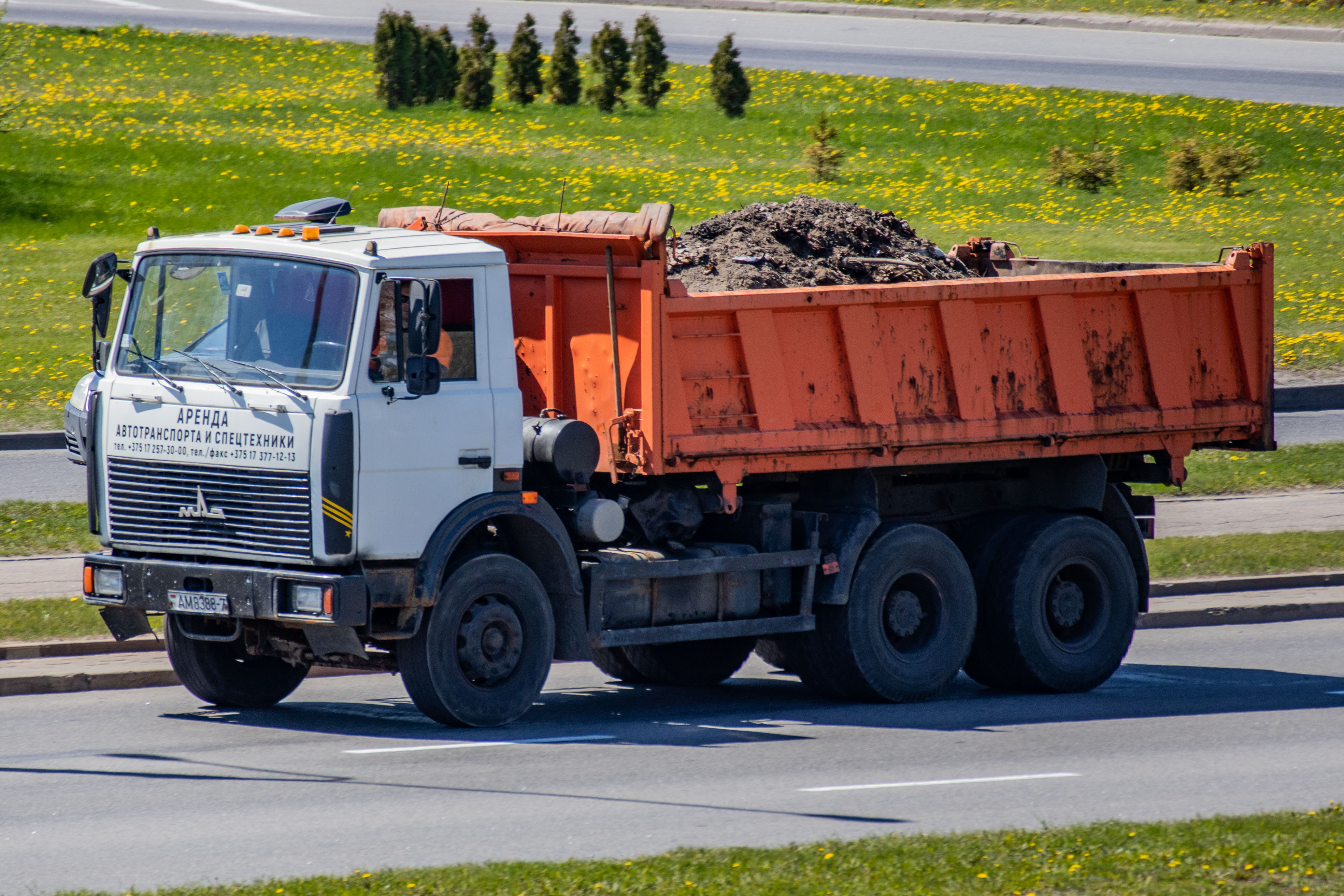
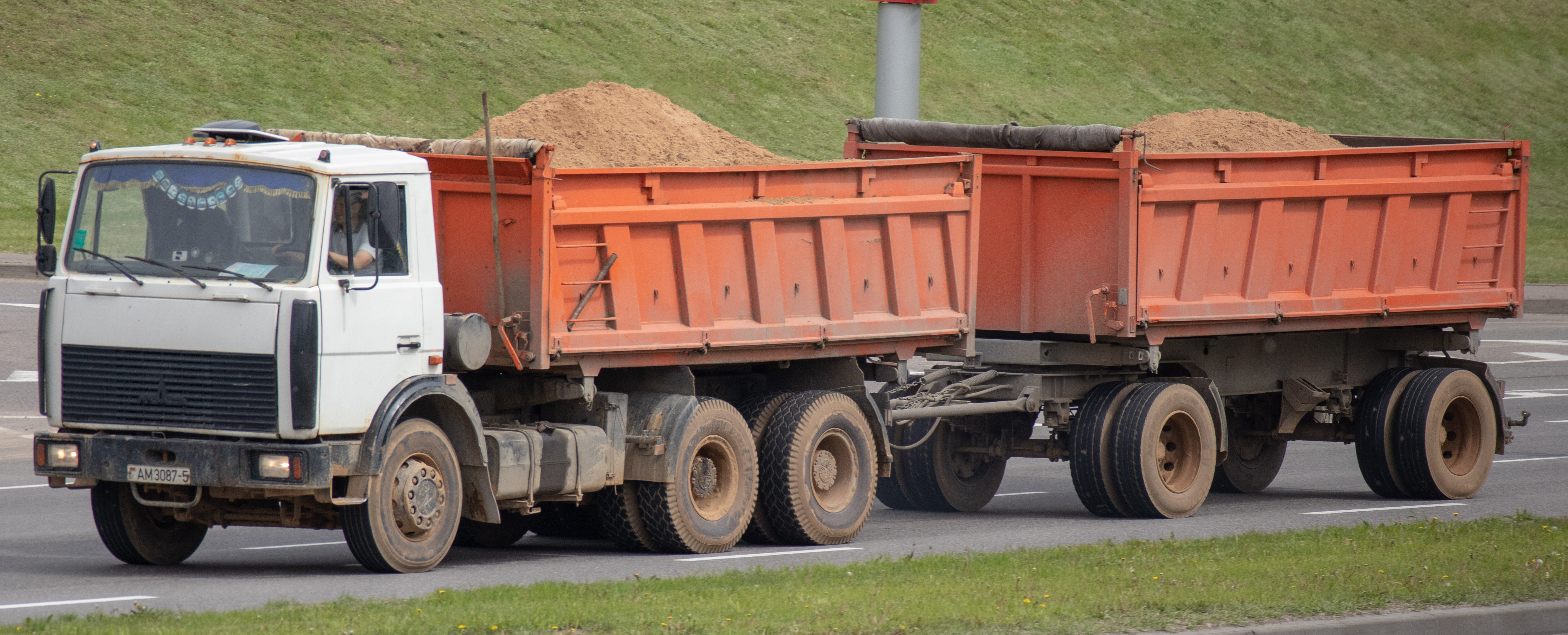